# Samuel Edward Konkin III
Samuel Edward Konkin III (aka SEK3) (Saskatchewan, 8 de julho de 1947 — Los Angeles, 23 de fevereiro de 2004) foi o autor do New Libertarian Manifesto (Manifesto do Novo Libertário) e um defensor da filosofia política que ele chamou de agorismo. O agorismo é uma corrente do libertarianismo que defende o uso da contraeconomia como estratégia de ação política. Na introdução de seu manifesto, ele creditou Murray Rothbard, LeFevre e Ludwig von Mises como influências.

## Vida Pessoal
Konkin também se destacou por seu estilo de vestir: “Para mostrar suas crenças anarquistas, ele se vestia totalmente de preto, cor associada a esse movimento desde o final do século XIX”.
Embora fosse ateu, Konkin foi um fã de toda a vida de C. S. Lewis e J. R. R. Tolkien.

## Visões políticas
Como Rothbard, no final da década de 1960 e início da década de 1970, Konkin viu o libertarianismo como um movimento da esquerda radical. Ele foi um fundador do Agorist Institute e do Movement of the Libertarian Left.
Konkin era contra o voto, acreditando este ser contra a ética libertária. Ele também se opunha ao Libertarian Party, o qual ele considerava como um opção estatal do libertarianismo. Ele era um oponente do influente filósofo minarquista Robert Nozick, e se referia aos devotos de Nozick como "Nozis".
Apresentou sua estratégia para a realização de uma sociedade libertária no manifesto mencionado. Desde sua rejeição ao voto e a outros meios pelos quais as pessoas normalmente usam para a mudança, reforma, ou lutar contra o sistema a partir de seu interior; sua abordagem necessariamente se destina a lutar contra o sistema, mas de fora. Especificamente, ele encorajava as pessoas a retirarem suas permissões por parte do estado, movendo-se para atividades dentro do mercado negro e mercado cinza, onde seriam isentas ou não regulamentadas. Konkin chamou "as transações nesses mercados, bem como outras atividades que ultrapassaram o Estado, de 'contraeconomia'. As transações pacíficas ocorrem em um mercado livre, ou ágora: daí o seu termo 'agorismo' para a sociedade que ele buscava alcançar". Ele também se opôs fortemente à ideia de propriedade intelectual.
Konkin foi editor e editor do New Libertarian Notes (1971-1975), de produção irregular, do New Libertarian Weekly (1975-1978) e, finalmente, da revista New Libertarian (1978-1990), cuja última edição era uma ficção científica especial homenagem com capa de Robert A. Heinlein (edição 187, 1990).
Konkin era um oponente do imperialismo ou do intervencionismo.

### Controvérsias
No Livro anarcossindicalista Anarchism: Left, Right, and Green, a autora Ulrike Heider emissária dos Protestos de 1968 a favor do socialismo libertário acusou Konkin de endossar o negacionismo histórico em suas negociações com o Institute for Historical Review, onde atuou no Conselho de Administração, que incluiu a alocação de espaço publicitário para o IHR em New Libertarian, e escreveu uma crítica positiva do livro de James J. Martin sobre Raphael Lemkin, que foi publicado pelo IHR. Konkin pessoalmente rejeitou a negação do Holocausto, mas defendeu o IHR porque acreditava que sua liberdade de expressão estava sendo ameaçada.

## Obras
- New Libertarian Manifesto (1980)
- An Agorist Primer (1986)
- New Libertarian Manifesto and Agorist Class Theory
- Counter-Economics: From the Back Alleys to the Stars
- The Legend of Anarcho Claus
- Origitent: Why Original Content Is Property
- Manifesto do Novo Libertário
- Manifest der neuen Libertären: Und die Geschichte der Bewegung in den USA